# 百力瓦镇区
百力瓦镇区為緬甸欽邦百力瓦縣下轄的一個鎮區。2014年人口97,053人，區域面積8,078.9平方公里。該鎮區下轄257個村莊。百力瓦為該鎮區首府。
2023年1月14日，继1月12日缅北战争停火后。于当日三兄弟方面斥责敏昂莱政府违反停火协议，同日若开军已表示控制百力瓦全境。